# Чайка (Ленинградская область)
Чайка (до 1948 — Полвиселькя, Маттила, фин. Polviselkä, Mattila) — посёлок в Первомайском сельском поселении Выборгского района Ленинградской области.

## Название
Финское название деревни Полвиселькя означает Коленная (или Изогнутая) гряда. Деревня была расположена на холмистой гряде, что отразилось и в её названии
В 1948 году на общем собрании рабочих и служащих подсобного хозяйства деревню Маттила переименовали в Высокое. Однако спустя полгода решением Исполкома Леноблсовета деревне Маттила присвоили наименование Чайко. Обоснованием послужило то обстоятельство, что в этой деревне был похоронен гвардии старшина Иван Иванович Чайка, боец 188-го гвардии стрелкового полка 63-й гвардейской стрелковой дивизии, погибший 13 июня 1944 года при штурме укреплений у села Кивеннапа. 
Переименование было закреплено указом Президиума ВС РСФСР от 13 января 1949 года.

## История
Упоминается в 1559 году в шведских налоговых списках, как состоящая из 19 крестьянских дворов.
- Деревня Полвиселькя на финской карте 1923 года

До 1939 года деревни Полвиселькя и Маттила входили в состав волости Кивеннапа Выборгской губернии Финляндской республики.
С 1 мая 1940 года по 30 сентября 1948 года — в составе Кивенаппского сельсовета Каннельярвского (Райволовского) района.
С 1 июля 1941 года по 31 мая 1944 года — финская оккупация. 
С 1 октября 1948 года — в составе Первомайского сельсовета Рощинского района.
С 1 января 1949 года деревни учитываются административными данными как деревня Чайко.
С 1 февраля 1963 года — в составе Выборгского района.
Согласно данным 1966 и 1973 годов посёлок Чайко входил в состав Первомайского сельсовета.
Согласно данным 1990 года в состав Первомайского сельсовета входил посёлок Чайка.
В 1997 году в посёлке Чайка Первомайской волости проживали 2 человека, в 2002 году — 8 человек (русские — 75 %).
В 2007 году в посёлке Чайка Первомайского СП проживали 7 человек, в 2010 году — 22 человека.

## География
Посёлок расположен в южной части района на автодороге 41К-181 (Огоньки — Стрельцово — Толоконниково).
Расстояние до административного центра поселения — 2 км.
Расстояние до ближайшей железнодорожной станции Рощино — 20 км. 

## Демография
| 2007 | 2010 | 2017 | 2021 |
| ---- | ---- | ---- | ---- |
| 7    | ↗22  | ↘15  | ↗21  |

## Улицы
Брусничная, Высокая, Лебединая, Полевая.

## Садоводства
Чайка.